# AIESEC
AIESEC je najveća svetska nevladina i besprofitna organizacija vođena od strane mladih. AIESEC sarađuje sa hiljadama partnerskih organizacija i kompanija širom sveta i pruža im mogućnost da zajedno sa studentima vrše pozitivan uticaj na društvo. Nekadašnji članovi, alumniji, danas su lideri u svom okruženju – koristeći iskustvo i veštine koje im je AIESEC pružio. AIESEC mreža obuhvata približno 44.000 članova u 127 zemalja.
Akronim AIESEC označava fr. „Association internationale des étudiants en sciences économiques et commerciales" odnosno „Međunarodna asocijacija studenata ekonomskih i trgovinskih nauka“. Ovaj akronim se i dalje koristi, međutim članovi organizacije AIESEC danas nisu samo studenti ekonomskih i trgovinskih nauka, već studenti svih fakulteta.
AIESEC je nevladina organizacija koja ima savjetodavni status sa Ekonomskim i socijalnim savet Organizacije ujedinjenih nacija, koja je povezana sa UN DPI i UN Službom envoja generalnog sekretara za mlade, član ICMYO, i koju priznaje UNESCO. Međunarodno sedište AIESEC je u Montrealu u Kanadi.

## Ime
AIESEC je prvobitno bio francuski akronim za fr. Association internationale des étudiants en sciences économiques et commerciales  (Međunarodno udruženje studenata ekonomije i biznisa). Puno ime se više ne koristi zvanično, pošto članovi sada mogu biti diplomirani i dodiplomski sa bilo kog univerziteta.

## Istorija
AIESEC kao organizacija osnovana je 1948. godine od strane nekolicine studenta ekonomskih i poslovnih škola iz zapadnog dela Evrope koji su imali za cilj da spoje različite ideje kako bi ponovo izgradili svet koji je bio srušen nakon Drugog svetskog rata 1945. godine. Tokom pedesetih godina, AIESEC je prenet i u Sjedinjene Američke Države, a u toku sledeće dve decenije se proširio po Africi, Aziji i Južnoj Americi.
- AIESEC u Jugoslaviji osnovan je 1953. godine i Jugoslavija je bila prva zemlja „istočnog bloka“ koja je postala deo ove studentske mreže. Osnivač je bio Srećko Jamnišek i tada su otvorene 4 lokalne kancelarije AIESEC-a: u Zagrebu, Skoplju, Ljubljani i na Ekonomskom fakultetu u Beogradu.
- 1994. godine AIESEC pokreće jedan od najuspešnijih projekata u to vreme. U zemlji u kojoj nezaposlenost dostiže neverovatne razmere, AIESEC pokreće projekat Career Days“ koji ima za cilj da smanji nezaposlenost visokoobrazovanih mladih ljudi.
- 2003. godine AIESEC-u Srbije i Crne Gore povereno je organizovanje najveće godišnje konferencije – Internacionalnog Kongresa. Preko 600 mladih iz celog sveta je došlo u Srbiju i učestvovalo na jedinstvenoj manifestaciji „Globalno Selo – Dan Tolerancije“. Ovo je bio jedinstveni i nezaboravan događaj u to vreme za prestonicu i celu Srbiju. AIESEC iz Beograda sa trga Nikole Pašića šalje poruku mira i tolerancije celom svetu.
- 2006. godine prestaje da postoji Državna zajednica Srbije i Crne Gore, tada nastaje AIESEC Srbije.
- 2013. godine zahvaljujući grupi studenata sa različitih crnogorskih fakulteta, otvara se AIESEC in Montenegro.

### Osnivanje
Istorija AIESEC-a proteže se još od pre Drugog svetskog rata. Prethodnica AIESEC-a bila je istoimena organizacija osnovana 1944, u zemljama Skandinavije koje su u tom periodu bile relativno neutralne (Finska je u tom periodu još bila u ratnom stanju zbog Laplandskog konflikta, mada je isti bio daleko manji u poređenju s „nastavljenim ratom” koji se desio u Finskoj iste godine).
Godine 1944. u Stokholmu, prestonici Švedske, Bertil Hedberg, službenik stokholmske škole ekonomije, Jaroslav Zič, student iz Čehoslovačke, Žan Šoplin, student iz Francuske i Stanislas Kalens, student iz Belgije, potpisivanjem ugovora o nastanku, postali su osnivači prvog AIESEC-a, prethodnice današnje istoimene organizacije.
U vreme osnivanja AIESEC-a, krajem 40-ih, Evropa se oporavljala od rata koji je naneo ogromne gubitke njenom stanovništvu. Fabrike i preduzeća bile su u manjku radnika i rukovodilaca. Osim poslovne krize, zavladala je i ona društvena; jedna od glavnih posledica Drugog svetskog rata bilo je učvršćivanje nacionalne mržnje koja je postojala već najmanje dve decenije između evropskih naroda, propraćena iredentističkom ideologijom (na primer, između Rusa i Poljaka, započeta 1920.ruskom invazijom na Poljsku; te Francuza i Nemaca, koja je postojala od 1870, kada je tadašnje Prusko carstvo zauzelo pograničnu oblast Alzas-Lorena).
Povodom prve obletnice AIESEC-ovog postojanja, studenti iz sedam zemalja (Belgije, Danske, Finske, Francuske, Holandije, Norveške i Švedske) okupili su se na prvom AIESEC-ovom samitu u Stokholmu, te poručili da je: „AIESEC nezavisna, nepolitička i međunarodna organizacija čija je svrha uspostavljanje i promoviranje prijateljskih odnosa među zemljama-članicama.”
Države članice su prve godine njegovog postojanja međusobno razmenile 89 studenata.

### Proširenje na svetsku scenu
Sledećih godina AIESEC postepeno raste. U 1955. godini razmenjeno je približno 1.000 studenata. AIESEC-ovo proširenje došlo je i do Severne Amerike: tako su otvorene i prve kancelarije u Sjedinjenim Američkim Državama 1956. na Univerzitetu Kolumbija, kao prvi ured van područja Evrope. Sledeće godine, AIESEC se širi u Južnu Ameriku, te tu dobija prve dve članice: Kolumbiju i Venecuelu. Iste godine se širi u Afriku, gde Južnoafrička Republika postaje prvi član na tom kontinentu.
U početku, AIESEC je bio veoma decentralizovan, te je njegove odluke donosio savet predsednika državnih predstavništva, slično vrsti veća. Kako je organizacija rasla, odlučeno je da će glasačko telo voditi demokratski izabrani glavni sekretar. Tako je Moris Volf, iz Sjedinjenih Američkih Država, izabran za prvog generalnog sekretara 1960. godine i osnovao je prvi stalni međunarodni ured za AIESEC u Ženevi (Švajcarska). Tokom sledeće decenije, AIESEC se proširio na istočnu Aziju, Australiju kao i dalje u Evropi, Africi, kao i Severnoj i Južnoj Americi. Do 1969. postaje prisutan u 43 zemlje sveta.

### Kampusno učešće
AIESEC pruža platformu za mlade ljude na različitim univerzitetima i koledžima, odlaskom na međunarodnu praksu i/ili pridruživanjem raznim lokalnim ograncima. Ovi mladi pojedinci mogu razviti svoj liderski potencijal radeći i vodeći međunarodne timove. Mogućnosti pridruženog članstva omogućavaju mladim ljudima da rade sa raznim NGO partnerima AIESEC-a i predstavljaju svoju zemlju kao deo programa ambasadora kampusa. Proizvodi organizacije su Globalni talent, Globalni učitelj i Globalni volonter.
Svake godine članovi imaju priliku da žive i rade u stranoj zemlji. Učesnici mogu izabrati da rade u oblastima menadžmenta, tehnologije, obrazovanja ili razvoja. Ovo im pomaže da izgrade svoje korporativne veštine.

### Konferencije
AIESEC svake godine ugošćuje preko 500 konferencija koje se razlikuju po dužini i demografskom obimu. Svrha konferencija je da okupi međunarodnu zajednicu članova AIESEC-a kako bi unapredili svoje profesionalne veštine, pružili mogućnosti umrežavanja i radili na organizacionoj strategiji. Teme od interesa na koje se organizacija fokusira su: liderstvo, održivi razvoj, preduzetništvo, inovacije, korporativna društvena odgovornost i uticaj mladih na savremeno društvo.

### Globalni volonter
„AIESEC je globalna mreža ljudi koji jednostavno veruju da liderstvo mladih nije opcija, već naša odgovornost.” Portfolio „Globalnog volontera“ u AIESEC-u je međunarodni volonterski program koji omogućava mladima od 18 do 29 godina da doprinesu ciljevima održivog razvoja Ujedinjenih nacija do 2030. Globalni programi volontiranja su kratkoročni (6–8 nedelja) i omogućavaju mladima da putuju u inostranstvo i rade za neprofitne organizacije sa posebnim fokusom na zemlje drugog i trećeg sveta. Projekti obuhvataju podučavanje, promovisanje svesti o HIV/AIDS-u, rad na ljudskim pravima, održivost životne sredine, razvoj liderstva i još mnogo toga. Pošto je AIESEC neprofitna organizacija, učesnici razmene snose sve troškove vezane za putovanje uključujući avionske karte, zdravstveno osiguranje i prevoz. Neki od AIESEC-ovih projekata obezbeđuju hranu i smeštaj. AIESEC-ovo partnerstvo sa Ujedinjenim nacijama nastoji da iskoristi neotkriveni potencijal mladih na globalnom nivou i omogući im da ostvare dugotrajan uticaj na jačanje međunarodne zajednice.

### Globalni preduzetnik
Program Globalni preduzetnik pruža diplomcima i studentima mogućnost da steknu profesionalno radno iskustvo u start-upu u inostranstvu. Ovaj program nije uključen u mapu puta A2025.

### Globalni talent
„Globalni talenat“ je globalna prilika za stažiranje u startapu, malim i srednjim preduzećima ili multinacionalnim kompanijama, za mlade ljude koji žele da razviju sebe i svoju karijeru. Angažmani se kreću od 6 nedelja do 1,5 godine. Globalna nezaposlenost mladih postala je jedan od najvećih izazova sa kojima se mladi danas suočavaju. AIESEC doprinosi ovom pitanju kroz svoj program Globalnog talenta, gde mlada osoba radi u inostranstvu sa preduzetnicima u startapu, akceleratoru ili inkubatoru, malim i srednjim preduzećima i kompanijama kako bi unapredili svoje ciljeve i rasli; na taj način razvijajući preduzetništvo kroz globalnu priliku omogućavajući sebi da proširite svoju mrežu i da se razvijaju na ličnom i profesionalnom nivou.

### YouthSpeak
YouthSpeak inicijativa je omladinski pokret koji pokreće AIESEC. AIESEC veruje da su društvu potrebni mladi ljudi sveta da preduzmu akciju u vezi sa ciljevima UN za 2030. godinu, a AIESEC služi kao platforma za osnaživanje mladih.
- YouthSpeak anketa ima za cilj da prikupi zajednički glas globalne omladine i da ih edukuje o globalnim ciljevima održivog razvoja. Postavka je da u svetu ima 1,8 milijardi mladih ljudi i da se njihov glas mora čuti.
- YouthSpeak forum okuplja mlade kao buduće i sadašnje lidere u isti prostor delovanja.

## AIESEC danas
- 127 država i teritorija
- 780 lokalnih kancelarija
- 2400 univerziteta
- 86 000 članova
- 5 000 internacionalnih praksi
- 15 000 internacionalnih volonterskih iskustava
- 8 000 organizacija partnera
- 500 konferencija godišnje
- 1 000 000 Alumnija

Svaka zemlja članica ima svog predsednika koji je ujedno i predstavlja na internacionalnom nivou. Sedište organizacije se nalazi u Roterdamu, u Holandiji. Sve aktivnosti kancelarije i projekti vođeni su od strane studenata, u interesu razvoja njihovog potencijala i sposobnosti.

## AIESEC Srbija
AIESEC Srbije čine Nacionalna i sledećih 7 lokalnih kancelarija: 
- Ekonomski fakultet – Beograd (osnovana 1953. godine)
- Niš (osnovana 1968. godine)
- FON (Fakultet Organizacionih Nauka) – Beograd (osnovana 1973. godine)
- Novi Sad (osnovana 1983. godine)
- Singidunum – Beograd (osnovana 1993. pod imenom “Braća Karić”, 2010. menja ime u ALFA, a 2011. ostvaruje saradnju sa Univerzitetom Singidunum)
- Kragujevac (kancelarija je postojala jos 80-ih godina, ali je u međuvremenu ugašena, a ponovo je osnovana 2005. godine)
- Metropoliten (bivši BBA — Beogradska Bankarska Akademija) – Beograd (osnovana 2009. godine)
- Lokalna kancelarija Subotica ponovno osnovana 2017. godine

Svake godine u maju i oktobru, AIESEC Srbije vrši izbor i prijem novih članova.

### Članovi
Prema podacima iz 2023, AIESEC se nalazi u više od 100 zemalja i teritorija širom sveta, uključujući:
- Albanija
- Alžir
- Argentina
- Armenija
- Australija
- Austrija
- Azerbejdžan
- Bahrein
- Bangladeš
- Belgium
- Benin
- Bolivija
- Bosna i Hercegovina
- Brazil
- Bugarska
- Burkina Faso
- Kambodža
- Kamerun
- Kanada
- Čile
- Kina
- Kolumbija
- Kosta Rika
- Hrvatska
- Češka Republika
- Danska
- Dominikanska Republika
- Ekvador
- Egipat
- El Salvador
- Estonija
- Etiopija
- Finska
- Francuska
- Gruzija
- Nemačka
- Gana
- Grčka
- Gvatemala
- Hongkong
- Mađarska
- Island
- Indija
- Indonezija
- Italija
- Obala Slonovače
- Japan
- Jordan
- Kazakhstan
- Kenija
- Kuvajt
- Kirgistan
- Letonija
- Liban
- Liberija
- Litvanija
- Malezija
- Meksiko
- Moldavija
- Mongolija
- Crna Gora
- Maroko
- Mozambik
- Mjanmar
- Nepal
- Holandija
- Novi Zeland
- Nikaragva
- Nigerija
- Severna Makedonija
- Norveška
- Pakistan
- Panama
- Paragvaj
- Peru
- Filipini
- Poljska
- Portugalija
- Rumunija
- Rusija
- Ruanda
- Senegal
- Srbija
- Singapur
- Slovačka
- Južna Afrika
- Južna Koreja
- Španija
- Šri Lanka
- Švedska
- Švajcarska
- Tajvan
- Tanzanija
- Tajland
- Togo
- Tunis
- Turska
- Uganda
- Ukrajina
- Ujedinjeni Arapski Emirati
- Ujedinjeno Kraljevstvo
- Sjedinjene Države
- Venecuela
- Vijetnam

## AIESEC Crna Gora
AIESEC Crne Gore je osnovan 1953. godine kao dio AIESEC-a Jugoslavije i bio je u funkciji do 2006. godine. Međutim, zahvaljujući grupi studenata sa različitih fakulteta, biva ponovo otvoren 2013. godine i od tada nesmetano nastavlja sa radom.
AIESEC Crne Gore čini jedan lokalni komitet u Podgorici, a prijem novih članova se vrši 2 puta godišnje i to u februaru i septembru.
Službeni sajt: https://web.archive.org/web/20180614172959/http://aiesec.org.me/index.html

## AIESEC Alumni
Članovi postaju AIESEC Alumni nakon završenih studija i aktivnog članstva u organizaciji. Oni nastavljaju da podržavaju organizaciju i doprinose joj svojim znanjem i iskustvom.
AIESEC Alumni danas su lideri u svojim oblastima. Neki od najuspešnijih AIESEC Alumnija su:
- Kofi Anan – Bivši generalni sekretar Ujedinjenih nacija
- Džon Ficdžerald Kenedi – Bivši predsednik Sjedinjenih Američkih Država
- Bil Klinton – Bivši predsednik Sjedinjenih Američkih Država
- Marti Ahtisari – Bivši predsednik Finske, dobitnik Nobelove nagrade za mir 2008. godine
- Mik Džeger – Pevač grupe Rolling Stones
- Janez Drnovšek – Bivši predsednik Slovenije
- Džuničiro Koizumi – Bivši premijer Japana
- Anibal Kavako Silva– Predsednik Portugala

## Spoljašnje veze
- AIESEC International